# Ynir Gwent
Ynir Gwent (en latin: Honorius) ou Ynir de Gwent était un roi de la région éponyme entre le IVe siècle et le Ve siècle.

## Biographie
Descendant prétendu de Magnus Maximus par son père, on ne connaît pas la famille de sa mère. Son nom est toutefois une forme celtique du nom latin Honorius. Héritier indirect du trône de Dyfed, il poursuit la tradition locale en essaimant vers des alliances fructueuses. En effet, il épouse sa cousine éloignée sainte Materiana, la fille du roi Vortimer, et devient par cette union roi du Gwent.
Dans le conte gallois Gereint ac Enid, on l'identifie souvent au personnage d'Ynwyl de Caer-Theim (Cardiff).
Selon les légendes qui entourent saint Miliaw, la sœur de ce dernier (à savoir Derwela) aurait été la seconde femme d'Ynir, alors qu'il avait presque quarante ans de plus.
Il est possible que sa conversion au christianisme se fit très tardivement par saint Beuno, mais la confusion avec un autre personnage semi-historique est envisageable.
Après sa mort, à la fin du Ve siècle, c'est vraisemblablement son fils Iddon ap Ynir qui lui succède.